# Kett Turton
Birkett Kealy "Kett" Turton (Portland, 4 de abril de 1982) es un actor estadounidense de cine y televisión, reconocido por aparecer en series de televisión como Millennium (1997), Dead Last (2001), Honey, I Shrunk the Kids: The TV Show (2001), Smallville (2002), Dark Angel (2002), The Dead Zone (2002), Dead Like Me (2003), 24 (2003), Supernatural (2005), Fringe (2012), Gotham (2014), The Flash (2015), Blue Bloods (2015), Deadbeat (2015), Jessica Jones (2015), iZombie (2017) y The Magicians (2018).

## Filmografía

### Cine
| Año  | Título                   | Papel            | Notas |
| ---- | ------------------------ | ---------------- | ----- |
| 1999 | Rollercoaster            | Darrin           |       |
| 1999 | H-E Double Hockey Sticks | Skid             |       |
| 2000 | Ricky 6                  | Greg             |       |
| 2001 | Gypsy 83                 | Clive Webb       |       |
| 2002 | The Water Game           | Gavin            |       |
| 2003 | Heart of America         | Daniel Lyne      |       |
| 2003 | Coming Down the Mountain | Joe              | Corto |
| 2003 | Falling Angels           | Tom              |       |
| 2004 | Saved!                   | Mitch            |       |
| 2004 | Walking Tall             | Kenner           |       |
| 2004 | My Old Man               | Hank             | Corto |
| 2004 | Show Me                  | Jackson          |       |
| 2004 | Blade: Trinity           | Dingo            |       |
| 2005 | A Simple Curve           | Buck             |       |
| 2006 | Firewall                 | Vel              |       |
| 2012 | Wrath of the Titans      | Guardia          |       |
| 2015 | Eadweard                 | Rondinella       |       |
| 2016 | Curmudgeons              | Brant            | Corto |
| 2016 | Wiener-Dog               | Director de cine |       |
| 2016 | Our Time                 | Gabe             |       |
| 2017 | Cut Shoot Kill           | Jason            |       |
| 2018 | O.I.                     | Chris            | Corto |
| 2018 | 20 Minutes to Life       | Oficial Annesley | Corto |
| 2018 | Corporate Monster        | Robert Turner    |       |

### Televisión
| Año       | Título                                | Papel                      | Notas            |
| --------- | ------------------------------------- | -------------------------- | ---------------- |
| 1997      | Millennium                            |                            | 1 episodio       |
| 1998      | Dead Man's Gun                        | 'Little Boy' Dawkins       | 1 episodio       |
| 1998      | The X Files                           | Brit                       | 1 episodio       |
| 1998      | Da Vinci's Inquest                    | Nate Gillis                | 1 episodio       |
| 1999      | The Net                               |                            | 1 episodio       |
| 1999      | First Wave                            | Normal, Illinois           | 1 episodio       |
| 2000      | Cold Squad                            | Daniel                     | 1 episodio       |
| 2000      | So Weird                              | Pete                       | 1 episodio       |
| 2000      | Higher Ground                         | David Ruxton               | 3 episodios      |
| 2001      | Dead Last                             | Vaughn Parrish             | Papel recurrente |
| 2001      | Mentors                               | Reggie                     | 1 episodio       |
| 2001      | SK8                                   | Kevin                      | 1 episodio       |
| 2001      | Honey, I Shrunk the Kids: The TV Show | Manny                      | 1 episodio       |
| 2001      | Strange Frequency                     | Toby                       | 1 episodio       |
| 2002      | Smallville                            | Jeff Palmer                | 1 episodio       |
| 2002      | Dark Angel                            | Jonathan                   | 1 episodio       |
| 2002      | The Dead Zone                         | Goth Guy                   | 1 episodio       |
| 2003      | Dead Like Me                          | Rich Guggenheim            | 1 episodio       |
| 2003      | 24                                    | Tim                        | 2 episodios      |
| 2004      | Kingdom Hospital                      | Paul Morlock / Antubis     | 1 episodio       |
| 2005      | Godiva's                              | Eddie                      | 1 episodio       |
| 2005-2017 | Supernatural                          | Max Jaffe / Alton Morehead | 1 episodio       |
| 2012      | Fringe                                | Briggs                     | 1 episodio       |
| 2014      | Gotham                                | Benny                      | 1 episodio       |
| 2015      | The Flash                             | Eddie Slick / Sand Demon   | 1 episodio       |
| 2015      | Blue Bloods                           | Lukas Gorski               | 1 episodio       |
| 2015      | Deadbeat                              |                            | 1 episodio       |
| 2015      | Jessica Jones                         | Holden                     | 1 episodio       |
| 2016      | Motive                                | Dr. Henry Price            | 1 episodio       |
| 2017-2019 | iZombie                               | Steve                      | 9 episodios      |
| 2018      | The Magicians                         | Vince                      | 1 episodio       |
| 2018      | You Me Her                            | Tucker                     | 1 episodio       |